# 23 (nombre)
Cet article concerne le nombre 23. Pour l'année, voir 23. Pour les autres significations, voir Vingt-trois.
Le nombre 23 (vingt-trois) est l'entier naturel qui suit 22 et qui précède 24.

## En mathématiques
Le nombre 23 est :
- le neuvième nombre premier (cousin avec 19 et sexy avec 17 et avec 29) ;
- un nombre premier factoriel ;
- le septième nombre premier non brésilien ;
- un nombre premier de Sophie Germain ;
- un nombre premier sûr ;
- un nombre premier supersingulier
- un nombre de Woodall ;
- un nombre de Smarandache-Wellin ;
- un nombre premier long ;
- un nombre premier de Pillai ;
- le plus petit entier n > 0 tel que Z[ei2π/n] ne soit pas principal ;
- le seul entier naturel avec 239 à ne pas être somme de 8 cubes (voir problème de Waring)[1];
- le nombre de personnes que l'on doit réunir pour avoir au moins une chance sur deux que deux personnes de ce groupe aient leur anniversaire le même jour (voir le Paradoxe des anniversaires) ;
- un nombre de Wedderburn-Etherington ;
- la somme des produits des quatre premiers entiers par leur factorielle {\displaystyle (0\times 0!+1\times 1!+2\times 2!+3\times 3!=23)}.

## Autres domaines
Le nombre 23 est aussi :
- Années historiques : 23 av. J.-C., 23, 1923 ou 2023.
- L'axe de la Terre est incliné par rapport au plan orbital de 23,5 degrés.
- Le nombre d'Avogadro, mesurant en gros le rapport du monde microscopique (celui des atomes) au monde macroscopique, vaut à peu près 6 × 1023.
- Il y a 23 chromosomes dans une cellule humaine germinale. Chaque cellule somatique humaine comporte 23 paires de chromosomes.
- En 1900, David Hilbert présenta une liste des 23 problèmes qui devaient guider les mathématiques du XXe siècle.
- Quand le mathématicien John Forbes Nash a souffert de délires schizophrènes, il a dit qu'il avait fait la couverture du magazine Life déguisé en pape Jean XXIII car son nom était John et son nombre premier préféré était 23.
- Comme 13, le 23 est parfois considéré comme un nombre de la malchance[réf. nécessaire]. Il peut avoir une autre signification comme dans les écritures occultes d'Aleister Crowley et de William S. Burroughs.
- Le nombre sacré (avec 17 et 5) d'Éris, déesse de la discorde, selon les Principia Discordia.
- Le nombre 23 se retrouve souvent dans la culture des free party et des nomades de la techno, depuis son utilisation par le sound system Spiral Tribe.
- C'est le nombre de coups de couteaux qu'a reçus Jules César avant de mourir (ou 35 selon d'autres sources).
- Le Livre des Psaumes, plus long livre de la Bible, forme le vingt-troisième livre de l’Ancien Testament, et le vingt-troisième Psaume est le plus célèbre de tous.
- Saint François d'Assise, le premier stigmatisé reconnu par l'Église catholique, a reçu ses premières stigmates à l'âge de 23 ans.
- Dans l'islam, la révélation de Mahomet a duré 23 ans.
- Le sabbat des sorcières se tient le 23 juin.
- D'après certaines croyances en France, le 23 est considéré comme puissant, voire « malin »[réf. nécessaire].
- Dans le début du XXe siècle, aux États-Unis, « 23 » signifiait en argot « déguerpir, quitter un endroit » (de l'expression 23 skidoo (en) dont les origines sont en grande partie inconnues).
- le numéro atomique du vanadium, un métal de transition.
- le numéro de la sourate Al-Mu'minun dans le Coran.
- le numéro du département français de la Creuse.
- le nombre d'années de mariage des noces de béryl.
- un code signalant une coupure de ligne chez les télégraphes.
- le port habituel pour Telnet.

### Musique
- 23 est le titre d'un morceau du groupe de rock alternatif américain Jimmy Eat World.
- 23 est le titre du premier album de Mike Will Made It, en featuring avec  Wiz Khalifa, Juicy J et Miley Cyrus (2013).
- 23 est le titre du septième album de Blonde RedHead.
- Un nombre récurrent dans l'univers virtuel de Gorillaz.
- Le nombre emblématique du sound system Spiral Tribe.

### Cinéma et télévision
- 23 est un des chiffres maudits de la série Lost : Les Disparus.
- 23 est un nombre évoqué tout au long du film Les Clefs de bagnole, réalisé par Laurent Baffie.
- 23 est le nombre inscrit sur la porte dans le court métrage How a Mosquito Operates réalisé en 1912 par Winsor McCay.
- Dans la série Leverage (épisode 3 saison 2), l'ordre 23 signifie « tuer tout le monde ».
- 23 est le numéro d'appartement du tueur de glace dans la saison 1 de la série Dexter.
- 23 est le numéro de prisonnier d'Alfred Borden dans le film Le Prestige sorti en 2006.
- 23h58 est un film de Pierre-William Glenn sorti en 1993.
- 23 est un film de 1998, réalisé par Hans-Christian Schmid sur Karl Koch.
- Le Nombre 23 est un film de 2007, réalisé par Joel Schumacher.
- Numéro 23, est le nom initial de RMC Story, chaîne de télévision française.
- Dans la série Friends, Chandler Bing essaie 23 costumes différents avant de trouver le bon pour son mariage.
- Dans la série South Park, au cours de l'épisode 4 de la saison 6, les enfants sauvent 23 veaux de l’abattoir.
- L'actrice Asia Argento s'est fait tatouer le nombre 23 sur la nuque. Ce serait en référence à un livre : Illuminatus ! Trilogy de Robert Anton Wilson.

### Littérature
- 23 est le nombre d'êtres soleil décrit dans l'œuvre d'Albert Espinosa Puig, Le Monde-soleil.

### Politique
- 23 est le nombre de fois que la Première ministre Élisabeth Borne a utilisé l'article 49.3 de la Constitution durant son mandat.

### Psychiatrie
L'icosikaitrikosioiphobie est la phobie du nombre 23 (ce mot compte 23 lettres).[réf. nécessaire]

### Sports
- 23 est le numéro des joueurs américains de basket-ball Michael Jordan et LeBron James.
- 23 est le numéro des joueurs de football David Beckham lorsqu'il jouait au Real Madrid (2003-2007) et Gregory van der Wiel lorsqu'il jouait au PSG.

### Transports et aviation
- Pour bon nombre de compagnies aériennes, le poids maximal autorisé des valises en soute d'avion est de 23 kg par passager.
- L'autoroute française A23.
- Ligne 23
- L'avion Mikoyan-Gourevitch MiG-23.